# Barbara Masekela
Barbara Masekela, née le 18 juillet 1941, est une poète, une enseignante et une militante sud-africaine, qui a occupé des postes de responsabilité au sein du Congrès national africain (ANC) et a notamment pesé sur les choix de cette organisation dans le domaine des arts et de la culture, pendant les années 1980. Elle a été également ambassadrice.

## Biographie
Barbara Masekela est née le 18 juillet 1941 dans le  township Alexander de Johannesbourg, en Afrique du Sud. Elle est la deuxième des quatre enfants nés de Pauline et Thomas Masekela. Enfant, elle est envoyée vivre chez sa grand-mère à Witbank (qui est maintenant connu comme EMalahleni). À l'âge de dix ans, elle retourne dans sa région natale et étudie à la Saint-Michaels Anglican School. La situation sociale et politique de l'Afrique du Sud est un sujet suivi et débattu au sein de son milieu familial. Elle a  également l'occasion de rencontrer, adolescente, des militants des droits civiques, comme  Albert Luthuli, ou Johnny Makatini. En 1960, Masekala termine ses études secondaires et commence à travailler au journal New Age. Cette même année 1960, son frère aîné, Hugh Masekela, encouragé dans son adolescence, par un prêtre britannique, à jouer de la trompette, part étudier à Londres à la Guildhall School of Music, puis il s'envole pour New York entamant une carrière de musicien de jazz,
Après 6 mois, elle s'inscrit à l'université du Botswana et du Swaziland. Après un semestre au sein de cette université, elle s'installe au Ghana pour aider ce pays nouvellement indépendant. En février 1963, elle contracte la tuberculose. Elle est envoyée au Royaume-Uni, où elle est soignée. Guérie, elle reste en Grande-Bretagne quelques mois avant de déménager, comme son frère, à New York en 1965. Elle s'y s'inscrit à l'université Fordham. Elle y reste peu de temps, confrontée dans ses études à des attitudes racistes. Elle retourne en Afrique où elle a poursuit ses études à l'université de Zambie en 1967. Au cours de sa troisième année à l'université de Zambie, elle est victime d'un accident de voiture, et rejoint son frère, désormais en Californie, pour soigner les séquelles de cet accident. Elle reste aux États-Unis, étudiant à l'université d'État de l'Ohio jusqu'en 1971. En 1972, elle commence à enseigner, et poursuit cet enseignement à l'université Rutgers jusqu'en 1982. Elle publie également quelques poèmes,.
Elle retrouve aux États-Unis le militant sud-africain Johnny Makatini, qui est représentant de l'ANC dans ce pays. Au début des années 1980, elle rejoint le mouvement anti-apartheid, participe à des manifestations et donne des conférences. En août 1982 elle revient en Afrique, en Zambie, où elle travaille comme secrétaire administrative de l'ANC. Elle se voit également proposer de prendre en charge pour l'ANC le domaine des arts et de la culture, ce qu'elle accepte. Elle intervient notamment pour une approche sélective des appels au boycottage des artistes de l'Afrique du Sud, estimant qu'il est intéressant pour diffuser les idées anti-apartheid que les artistes sud-africains puissent exporter leurs créations en exportant aussi ce combat, au lieu d'avoir un boycottage total. Le débat porte par exemple sur « le zoulou blanc » Johnny Clegg. C'est aussi, de son point de vue, une façon de préparer la société sud-africaine à l'après-apartheid et à une ouverture au monde.
En 1990, peu de temps après sa sortie de prison, Nelson Mandela vient aux États-Unis et en Inde remercier ceux qui ont soutenu l'ANC. Elle l'accompagne, afin d'apporter sa connaissance de l'Amérique, et aussi pour aider à rassembler des fonds et les soutiens. Elle impressionne Mandela qui lui demande de participer à l'organisation de son équipe.
Elle s'implique également dans la Ligue des femmes de l'ANC. Le 8 septembre 2003, elle devient ambassadrice de l'Afrique du Sud aux États-Unis.. Avant qu'elle ne devienne l'ambassadeur, elle travaille dans le privé comme directeur exécutif pour les affaires publiques et générales pour l'entreprise De Beers jusqu'en mars 2003. Auparavant, elle est fiduciaire de la Nelson Mandela children's Fund et la Fondation Nelson-Mandela. Elle a également différents mandats d'administrateur non exécutifs, y compris pour la Standard Bank d'Afrique du Sud, la South African Broadcasting Corporation. Elle sert ensuite en tant qu'ambassadrice, en France en 1994, puis à l'UNESCO de 1995 à 1999,, et aux États-Unis.